# Doroga na Rjubecal'
Doroga na Rjubecal' (Дорога на Рюбецаль) è un film del 1971 diretto da Adol'f Solomonovič Bergunker.